# 1988 (muzyk)
1988, właśc. Przemysław Jankowiak (ur. 21 maja 1988) – pochodzący ze Szczecina, związany z Gdynią muzyk, producent muzyczny, kompozytor, wydawca i artysta wizualny. Znany m.in. z zespołu Syny, współpracy z Włodim, Brodką oraz z solowej działalności. Współzałożyciel grupy RAIZA Soundsystem oraz nieistniejącej już wytwórni Latarnia Records.

## Początki
Zaczynał we wczesnych latach 00’ pod pseudonimem Etamski, wydając muzykę eksperymentalną w takich wytwórniach jak Qulturap, czy Pink Punk oraz grając trasy koncertowe z noise-rockowym zespołem Kristen, z którym współpracował także jako producent. Nawiązał wtedy również współpracę z jednym z raperem Danym (Poema Faktu), z którym nagrali wspólnie album „BA!”.

## Syny
W 2011 roku poznał Roberta Piernikowskiego, z którym utworzyli instrumentalny projekt P/E, który w 2014 roku przemianowali w rapowy duet Syny. W 2021 roku po wydaniu dwóch płyt Syny zakończyły działalność.

## Współprace
Kolejnym krokiem w karierze 1988 było podjęcie współpracy z hip-hopowcem Włodim (Molesta), z którym w 2020 roku wydał album „W/88”. Album ukazał się nakładem wytwórni Def Jam Recordings Polska, z którą później 1988 się związał, wydając płytę „Ruleta”. Wśród gości, na albumie znaleźli się, m.in.: TONFA, Zdechły Osa, Tymek, Kukon, Margaret, Rosalie, Wilku WDZ, Kosi JWP, Gedz. W 2022 współpracował z Moniką Brodką między innymi przy jej płycie pt. „Sadza”. Za działania w 2022 roku został ponownie nominowany (wcześniej w 2020 roku) oraz nagrodzony Paszportem Polityki w kat. Muzyka popularna.

## Działalność solowa
W działalności solowej, od początku Jankowiak wypracował styl, który można określić jako eksperymenty w obrębie muzyki basowej, ambientu, jungle oraz hip-hopu. Efektem są płyty takie jak „Zabrudzony Garnitur”, „Kosmos EP”, „Gruda”, czy „Ring The Alarm”.

## Muzyka Filmowa
W 2023 roku ukazał się film „Zadra” (reż. Grzegorz Mołda), do którego 1988 nagrał kilkanaście utworów z udziałem Magdaleny Wieczorek i Jakuba Gierszała oraz skomponował ścieżkę dźwiękową.

## Dyskografia

### Albumy
| Rok  | Artysta             | Tytuł                    |
| ---- | ------------------- | ------------------------ |
| 2004 | Etamski             | Antykwadrat EP           |
| 2007 | Dany Tego & Etamski | BA!                      |
| 2008 | Etamski             | Zabrudzony Garnitur      |
| 2009 | Etamski             | Kosmos EP                |
| 2010 | Etamski/Smoleński   | Niuniuni Gra Na Psie     |
| 2010 | Kristen/1988        | Western Lands            |
| 2012 | Etamski             | Lovely Interstellar Trip |
| 2012 | P/E                 | Live at Kisielice        |
| 2015 | Syny                | Orient                   |
| 2016 | Lotto/1988          | Elite Feline             |
| 2017 | 1988                | Gruda                    |
| 2018 | Syny                | Sen                      |
| 2020 | 1988                | Ring The Alarm EP        |
| 2020 | Włodi/1988          | W/88                     |
| 2022 | 1988                | Ruleta                   |
| 2022 | Brodka/1988         | Sadza                    |
| 2023 | 1988                | Zadra OST                |

### Single
| Rok  | Artysta                                       | Tytuł                       |
| ---- | --------------------------------------------- | --------------------------- |
| 2019 | Dynasonic (1988 remix)                        | D2                          |
| 2020 | Pezet feat.Syny                               | Czas To Iluzja              |
| 2021 | Belmondawg (1988 remix)                       | Pappardelle all’arrabibiata |
| 2021 | Seven Phoenix/1988                            | MUUD                        |
| 2021 | Tymek/1988                                    | Frisbee                     |
| 2022 | Kosi/1988                                     | Flauta                      |
| 2022 | Seven Phoenix/1988                            | Likeus!                     |
| 2022 | Zdechły Osa (1988 remix)                      | Spytaj Policjanta           |
| 2022 | Nath/1988                                     | Uber                        |
| 2022 | asthma feat. Nath/1988                        | peto                        |
| 2023 | Nath/1988                                     | slowed and reverb           |
| 2023 | Zdechły Osa feat. Gicik A’mane, DJ Zeten/1988 | Kurtyzanka za 2 dychy       |

## Nominacje
- Paszporty Polityki, Muzyka Popularna, 2020[3]
- Paszporty Polityki, Muzyka Popularna, 2022[4]
- Fryderyki 2021, Album roku Hip-Hop („W/88”)[5]
- Popkillery, Album roku („W/88”), Producent roku, 2020[6]
- Polish Hip-Hop Music Awards, Album Roku („W/88”), Producent Roku, 2020[7]
- O!lśnienia, 2022[8]

## Nagrody
- Paszport Polityki, Muzyka Popularna, 2022[4]
- O!lśnienia, 2022[8]